# Un amore all'altezza
Un amore all'altezza (Un homme à la hauteur) è un film del 2016 diretto da Laurent Tirard.
Rifacimento dell'argentino Corazón de León del 2013 del quale Laurent Tirard e Grégoire Vigneron hanno adattato la sceneggiatura, è uscito nelle sale francesi il 4 maggio 2016 ed è stato distribuito in Italia da Lucky Red a partire dal 7 settembre 2016.

## Trama
Bella donna, avvocato di successo e con un matrimonio fallito alle spalle, Diane ha una sorta di "appuntamento al buio" con Alexandre. Lui è un famoso architetto e al telefono sembra un uomo simpatico, colto e spiritoso: Diane ne rimane affascinata, ma come si accorgerà in occasione del loro incontro, Alexandre è alto soltanto 136 centimetri, uno "gnomo", come si definisce scherzosamente lui. Anche se Diane e Alexandre inizieranno una relazione romantica, non potranno evitare gli imbarazzi derivati dall'evidente diversità di lui, fino ad arrivare alla crisi del rapporto, nonostante l'evidente affinità tra i due.